# Koumes
Koumes (anglický název zní „Galley Slave“, doslovný překlad zní „galejník“, „dříč“) je vědeckofantastická povídka/noveleta spisovatele Isaaca Asimova. Poprvé vyšla v prosinci 1957 v časopise Galaxy Science Fiction a poté byla zařazena do sbírky z roku 1964 The Rest of Robots. Česky vyšla ve sbírkách či antologiích Roboti a androidi (1988), Vize robotů (1994) a Robohistorie II. (2004).
Tato robotická povídka patří mezi autorovy nejoblíbenější mezi těmi, které neobsahují nový aspekt („neobjevují žádnou novou pevninu“). Pojednává o soudním sporu mezi výrobcem robotů společností Americká korporace robotů a mechanických lidí (jiným názvem Národní americká společnost pro výrobu robotů) a profesorem sociologie dr. Simonem Niheimerem, který žaluje výrobce za ztrátu profesionální vědecké reputace.

## Postavy
- Susan Calvinová - robopsycholožka firmy na výrobu robotů Americká korporace robotů a mechanických lidí (AKRaML, anglicky US Robots and Mechanical Men)
- Alfred Lanning - ředitel výzkumu v AKRaML
- Scott Robertson - syn zakladatele AKRaML, majitel většiny akcií
- Harlow Shane - soudce
- Simon Niheimer - profesor sociologie
- Jim Baker - asistent dr. Niheimera
- Barnabáš H. Goodfellow - profesor fyziky
- Francis J. Hart - vedoucí katedry angličtiny
- Minott - profesor z katedry fyzikální chemie
- KMS-27 „Koumes“ - robot (v originále EZ-27 „Easy“)

## Děj
Ve firmě specializované na výrobu robotů - Americké korporaci robotů a mechanických lidí (AKRaML, anglicky US Robots and Mechanical Men) čelí soudní žalobě podané roku 2034 profesorem sociologie dr. Simonem Niheimerem za ztrátu profesionální reputace. Vše začalo v roce 2033, kdy ředitel AKRaML dr. Alfred Lanning nabídl profesoru fyziky na Severovýchodní univerzitě Barnabáši H. Goodfellowovi pronájem robota KMS-27 za 1 000 dolarů pro univerzitu. Na Zemi jsou sice roboti zakázaní, ale na akademické půdě by se dali využít. Firmě jde o to postupně prosadit roboty do společnosti a zmírnit všeobecnou nedůvěru lidí v tyto stroje. Lanning Goodfellowovi demonstruje robotovy schopnosti, ten zvládne mimo jiné přečíst během několika minut knihu a udělat v ní korektury, připravit zprávy z poznámek, vyplnit správně formuláře a spoustu další únavné administrativní práce. Lannig žádá profesora fyziky, aby návrh předložil univerzitní radě. Rada se návrhem zabývá a vysloví se valnou většinou pro přijetí nabídky. Proti je pouze Simon Niheimer.
Ten začne poté robota také využívat. Jeho obvinění je založeno na tom, že Koumes (který je schopen upravovat i slovosled) pozměnil některé pasáže v jeho knize Sociální tenze během kosmických letů a jejich řešení (Social Tensions Involved in Space Flight and their Resolution), čímž změnil význam důležitých částí a celá práce se stala bezcennou. Navíc utrpěla jeho reputace, když jej kolegové obvinili z dezinterpretace vlastních výroků. Robopsycholožka dr. Susan Calvinová si je jistá, že inteligentní robot nic takového spáchat nemohl (díky zabudovaným zákonům robotiky), tudíž mu to musel Niheimer v tajnosti přikázat a zdůraznit mu, aby lhal. Niheimer si přečetl jednu publikaci o robotice, aby se seznámil blíže s jednáním robotů. Využil prvního zákona robotiky a zdůraznil Koumesi, že pokud nebude lhát, (Niheimer) utrpí vážnou škodu, což robot nesmí nikdy dopustit. Jde o to, jak to dokázat soudu, protože výpověď robota není brána u soudu jako důkaz.
Během přelíčení je Niheimer předvolán jako svědek obhajoby za přítomnosti Koumese. Obhajoba staví částečně na tom, že Niheimer se po dokončení vlastní knihy neobtěžoval provést korektury sám a nechal to pouze na robotovi. Robot v jednu chvíli vstane a začne hovořit. Niheimer se neovládne a skočí mu do řeči ve snaze zastavit jej, přičemž se prořekne, že mu nařídil, aby o věci nemluvil. Obžalovaná strana je zproštěna viny, dr. Niheimer je zcela zdiskreditován.
Po procesu jej navštíví Susan Calvinová, aby zjistila motivy jeho chování. Řekne mu, že robot v síni nepovstal proto, aby jej obvinil, nýbrž proto, že ho chtěl hájit (první zákon). Niheimer se nechal vyprovokovat. Calvinová se dozví, že Niheimer z podstaty nenávidí roboty, protože by v budoucnu mohli převzít nejen práci, ale i tvorbu, čímž by eliminovali lidskou tvůrčí činnost.